# 川崎繁男
川崎 繁男 （かわさき しげお、1955年 - ） は、日本の工学者。学位は工学博士 (UCLA)。専門は、電子・情報・通信学。

## 略歴
- 1975年 宮崎県立宮崎大宮高等学校卒業
- 1975年 早稲田大学理工学部電気工学科入学
- 1979年 早稲田大学大学院理工学研究科電気工学専攻博士前期課程入学
- その後テキサス大学オースティン校、カリフォルニア大学ロサンゼルス校 (UCLA) 大学院を経て東海大学助教授、カリフォルニア工科大学 (CalTech) 短期招聘客員教授、2006年より京都大学生存圏研究所産学官連携教授

## 主要著書

### 共著
- 川崎繁男 他・『マイクロ波シミュレータの基礎』（電子情報通信学会、2004）